# رينا نيهاوس

رينا نيهاوس هي ممثلة ألمانية ولدت في 18 ديسمبر 1954.
ولدت رينا نيهاوس في أولدنبورغ، وكانت نجمة صغيرة في السينما الإيطالية في السبعينيات، وظهرت أيضًا في العديد من أفلام "المؤلفين" المهمة مثل Cuore di cane للمخرج ألبرتو لاتوادا وLa Orca للمخرج إريبراندو فيسكونتي، ولاحقًا Oedipus Orca.